# The Lurkers
The Lurkers — британская панк-группа первой волны, образованная в 1977 году в Аксбридже, пригороде Лондона. В первый состав квартета вошли вокалист Ховард Уолл, гитарист и основной автор Рит Страйд, бас-гитарист Бэйсик (англ. Arturo Bassick, он же Артур Биллингсли) и барабанщик Мэник Эссо (англ. Manic Esso, он же Пит Хэйнс).
The Lurkers, объявленные «британским ответом Ramones» дебютировали в 1977 году с синглом «Shadow», который стал первым релизом только образованного лейбла Beggars Banquet Records.
После того, как Бэйсика заменил Ким Брэдшоу (экс-The Saints), группа выпустила синглы «Ain’t Got a Clue» (# 45, UK) и «I Don’t Need to Tell Her» (# 49 UK), за которыми последовал дебютный альбом Fulham Fallout (# 57 UK, 1978). Выпустив ещё два альбома, The Lurkers распались, после чего неоднократно воссоединялись.
Группа продолжает выступать (в составе: Бэйсик, гитарист Дэйв Кемп и барабанщик Нелли), но основу её репертуара составляет материал ранних альбомов, которые британскими рок-критиками причислены к классике раннего панк-рока.
В США The Lurkers остались практически неизвестными, и американская пресса, в основном оценивала их как «второстепенную и легковесную» панк-группу, имевшую не более чем «проблески великолепия».
В январе 2009 года The Lurkers провели 8 концертов с Buzzcocks, выступая в первом отделении британского этапа их турне.

## Дискография

### Альбомы

#### Студийные альбомы
- Fulham Fallout (1978)
- God’s Lonely Men (1979)
- This Dirty Town (1982)
- Wild Times Again (1989)
- King of the Mountain (1989)
- Powerjive (1990)
- Non-Stop Nitropop (1994)
- Ripped 'N' Torn (1995)
- 26 Years (2003)
- Fried Brains (2008)
- Chemical Landslide (2012)
- The Future's Calling (2016)
- Sex Crazy (2020)

#### Компиляции
- Last Will and Testament — Greatest Hits (1980)
- Totally Lurkered (1992)
- The Beggars Banquet Punk Singles (1997)
- Take Me Back To Babylon (1997)

#### Концертные альбомы
- Live And Loud (1989)
- Live In Berlin (1992)
- Freakshow Live (2004)

### Синглы
- Shadow / Love Story (1977)
- Freak Show / Mass Media Believer (1977)
- Ain’t Got A Clue / Ooh Ooh I Love You (1978) # 45 UK
- I Don’t Need To Tell Her / Pills (1978) # 49
- Just Thirteen / Countdown (1979) # 66
- Out In The Dark E.P.: (1979) # 72
- New Guitar In Town / Pick Me Up / Little Ol' Wine Drinker Me (1979) # 72
- Shadow / Love Story / Freak Show / Mass Media Believer (1979)
- I Don’t Need To Tell Her / Pills / Just Thirteen / Countdown (1979)
- This Dirty Town / Wolf At The Door (1982)
- Drag You Out / Heroin (It’s All Over) (1982)
- Frankenstein Again / One Man’s Meat… (1983)
- Final Vinyl EP: Let’s Dance Now (No Time To Be Strangers) / Midnight Hour / By The Heart / Frankenstein Again (1984)
- Let’s Dance Now / Midnight Hour (1984)
- Go Ahead Punk" / "Lucky John" (1999)
- High Velocity (2017)
- Electrical Guitar (2019)
- Fits You Like a Glove (2020)
- The Boys In The Corner (2021)